# День (Мікеланджело)

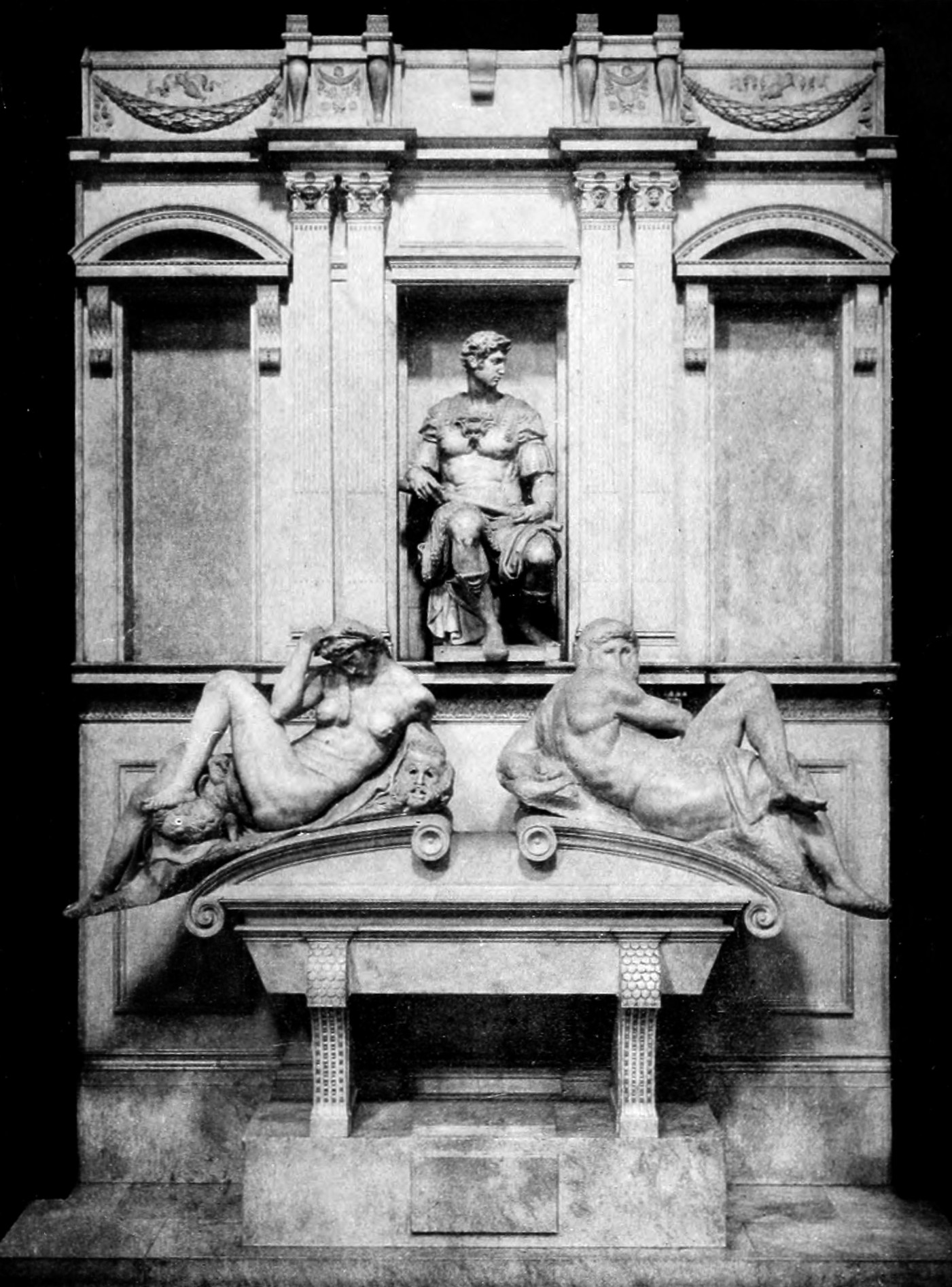
Нова сакристія церкви Сан Лоренцо. Надгробок Джуліано Медичі

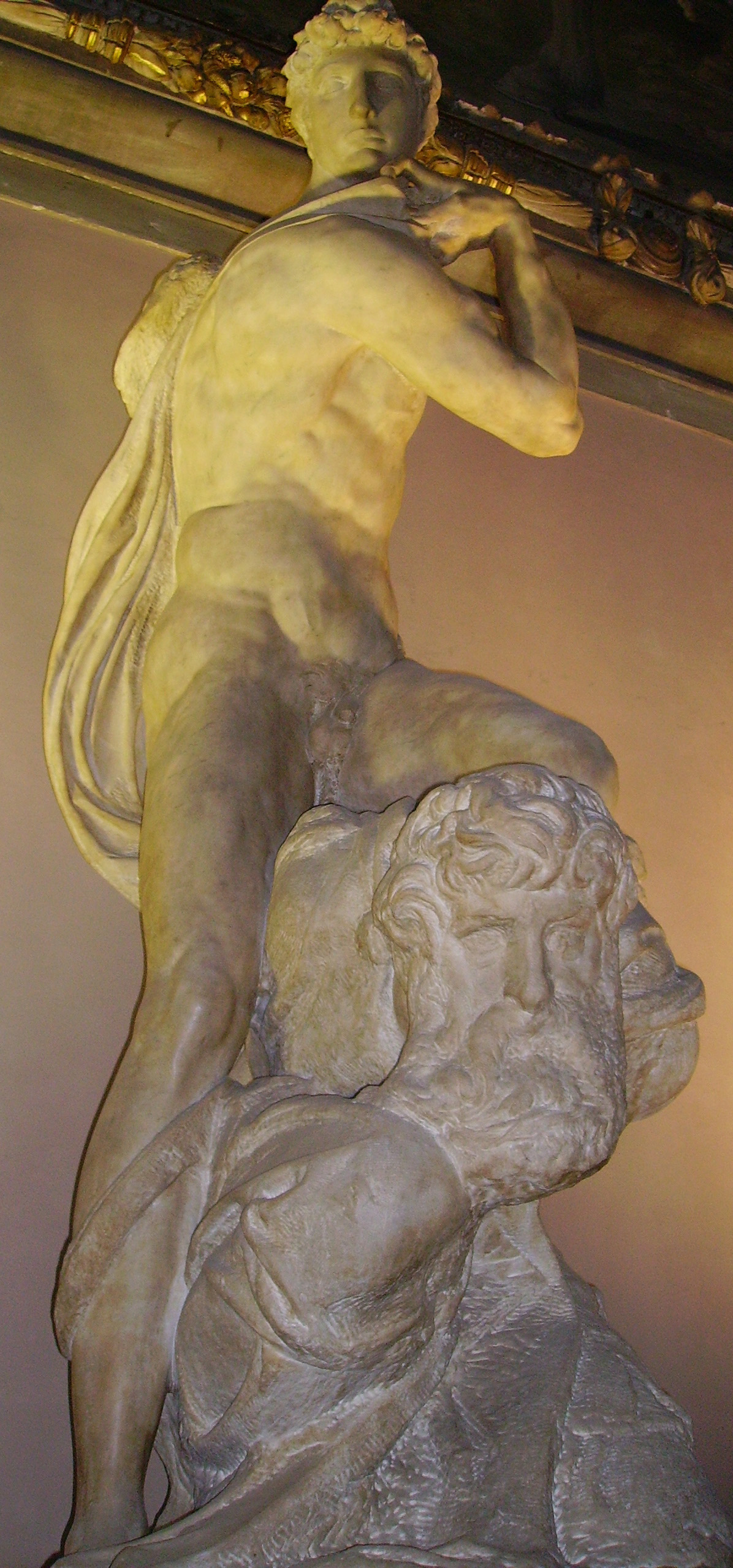
Мікеланджело. «Геній перемоги»

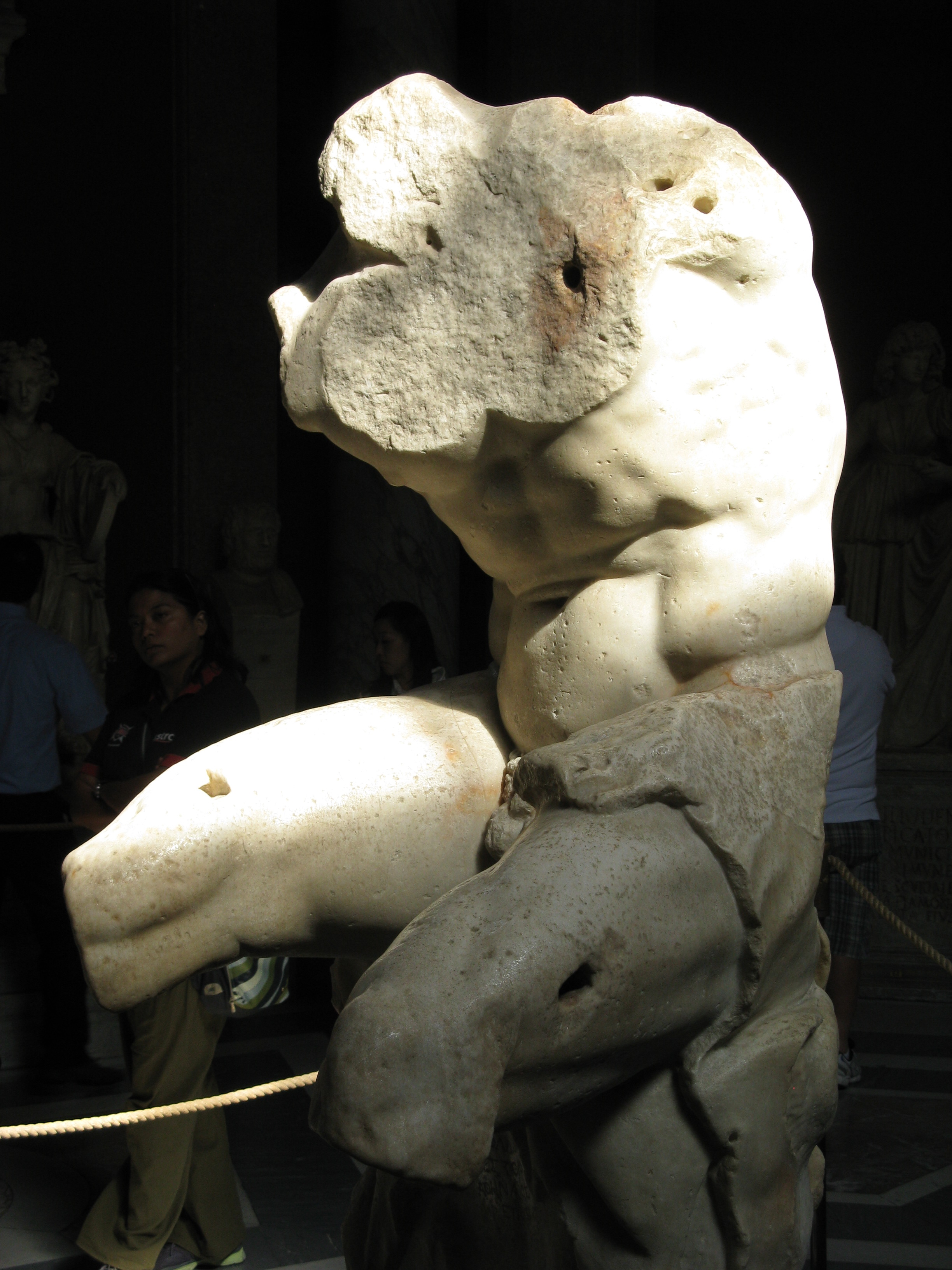
«Бельведерський торс»

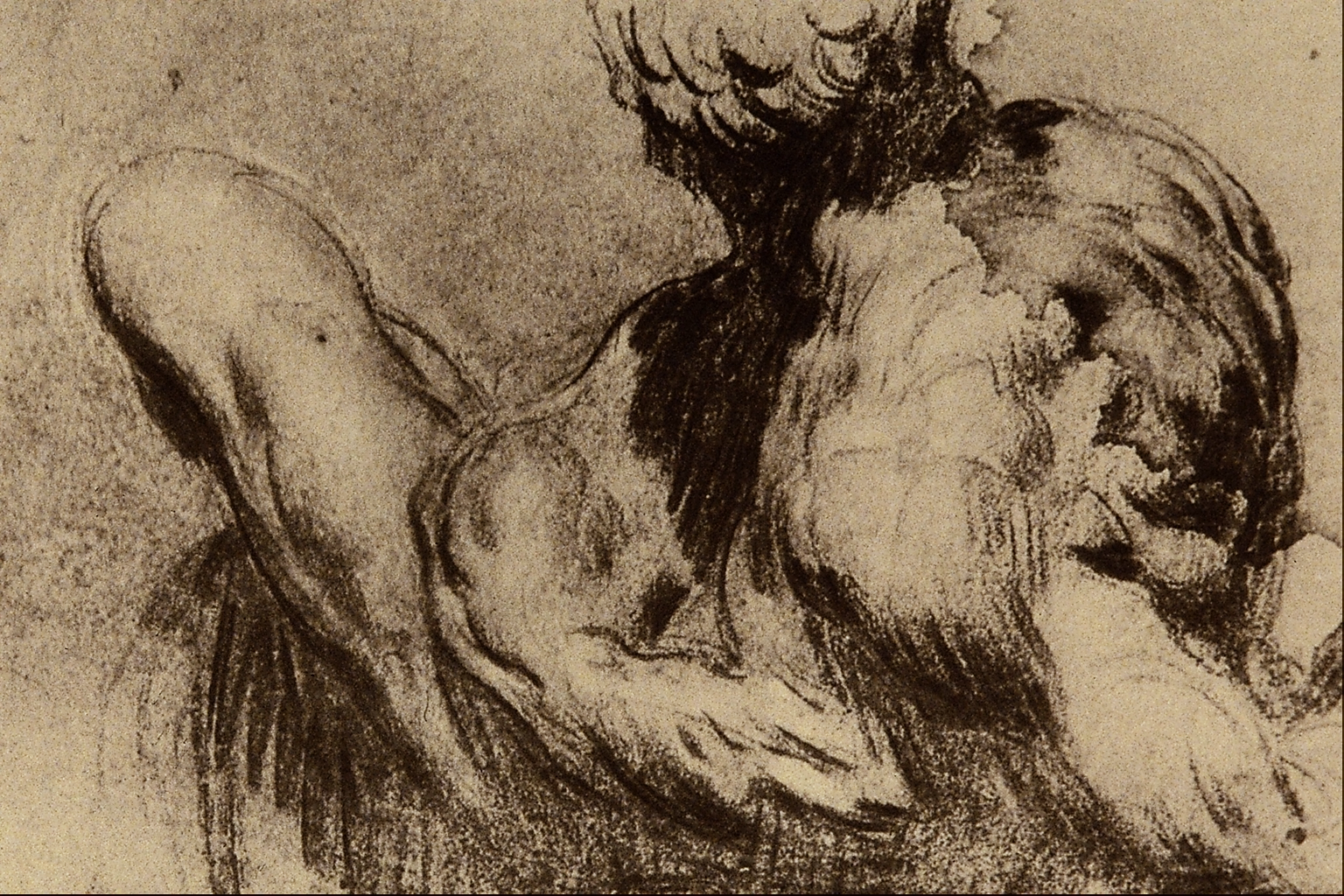
Тінторетто. «День» (ескіз за Мікеланджело)

«День» (італ. Giorno) — мармурова статуя, що зображує алегорію Дня, створена італійським скульптором і художником Мікеланджело Буонарроті протягом 1520 — 1534 років. Статуя входить до композиції надгробку Джуліано Медичі у капелі Медичі.

## Історія створення
Нова сакристія (ризниця) була задумана як меморіальна капела Джуліано Медичі, брата Папи Римського Лева, і Лоренцо, його племінника, які померли молодими. Це був задум Лева X, але замовником став папа Климент VII, інший член сім'ї Медичі, який активно підтримував цей проект.
Мікеланджело працював над статуєю протягом 1520 — 1534 рр. Остаточно статуя була дороблена 1534 року, коли Мікеланджело поїхав до Рима, не встановивши скульптур і не завершивши гробниці[а].

### Попередня модель
Збереглася теракотова модель для статуї, створена близько 1524 року. У моделі відсутня права стопа. У моделі повністю завершена голова, тоді як голова статуї — ледь намічена. Обличчя моделі майже повністю відповідає обличчю переможеного із скульптурної групи «Геній перемоги» — густе кучеряве волосся, наче шапка, довга борода, широкий ніс. Також модель більш м'язиста, ніж статуя. Спина моделі завершена, і дороблена права рука. Саме такою її зобразив у своїх замальовках Тінторетто.
Модель зберігається у колекції Х'юстонського музею образотворчих мистецтв (Х'юстон, Техас).

## Опис
«День» — надзвичайно м'язистий, сильний чоловік. Вільям Воллес зазначив, що обличчя «Дня» «(…) сходить над його ж власним плечем як сонце над мисом». За Лазарєвим, статуя «(…) нагадує потужну лавину (…) очевидні відгомони титанічних образів Сикстинської капели». Говард Бенджамін Гіббард (англ. Howard Benjamin Hibbard), писав, що скульптура «(…) ще один варіант „Бельведерського торса“». Як пише Лібман, «День» дивиться «похмуро і неприязно, з-поза плеча, (…) наче затуляючись від ворожого світу».
Як і у решти фігур капели, очі «Дня» сліпі — скульптор залишив їх без зіниць.
Айнем наводить думку Фрідріха Кріґбаума, що «День», за первинним задумом, теж мав бути зображений із характерними атрибутами, зокрема, із тіарою (діадемою) сонячних променів.

## Образ у мистецтві
У біографічному романі Ірвінґа Стоуна «Муки і радості» (1961) про скульптуру написано, що це була фігура: «(…) мудрого, сильного чоловіка, який пізнав усе про минущий біль і насолоди життя, (…) голова була повернута над масивним плечем і передпліччям так, що м'язистий торс підкреслював спину, яка могла підняти і витримати на собі ввесь світ».
У японському аніме-серіалі «Ерґо Проксі» (2006) усі чотири статуї-алегорії виступають радниками правителя міста Ромдо (Рим?). Скульптура «День» — персоніфікація Едмунда Гуссерля, німецького філософа, батька феноменології, роботи якого надавали ваги суб'єктивному досвіду як джерелу пізнання об'єктивних феноменів.